# (18095) Frankblock
(18095) Frankblock (2000 LL5) – planetoida z pasa głównego asteroid okrążająca Słońce w ciągu 3,64 lat w średniej odległości 2,36 j.a. Odkryta 5 czerwca 2000 roku.